# Slaheddine Baly
Pour les articles homonymes, voir Baly.
Slaheddine Baly (arabe : صلاح الدين بالي), né le 29 juillet 1926 à Tunis et décédé le 12 avril 2002, est un homme d'État tunisien.

## Biographie
Secrétaire général du Comité national olympique tunisien, il devient président de la Confédération africaine de tir en 1981. Il est président du Comité national olympique tunisien de 1987 à 2002.